# ピントゥリッキオ

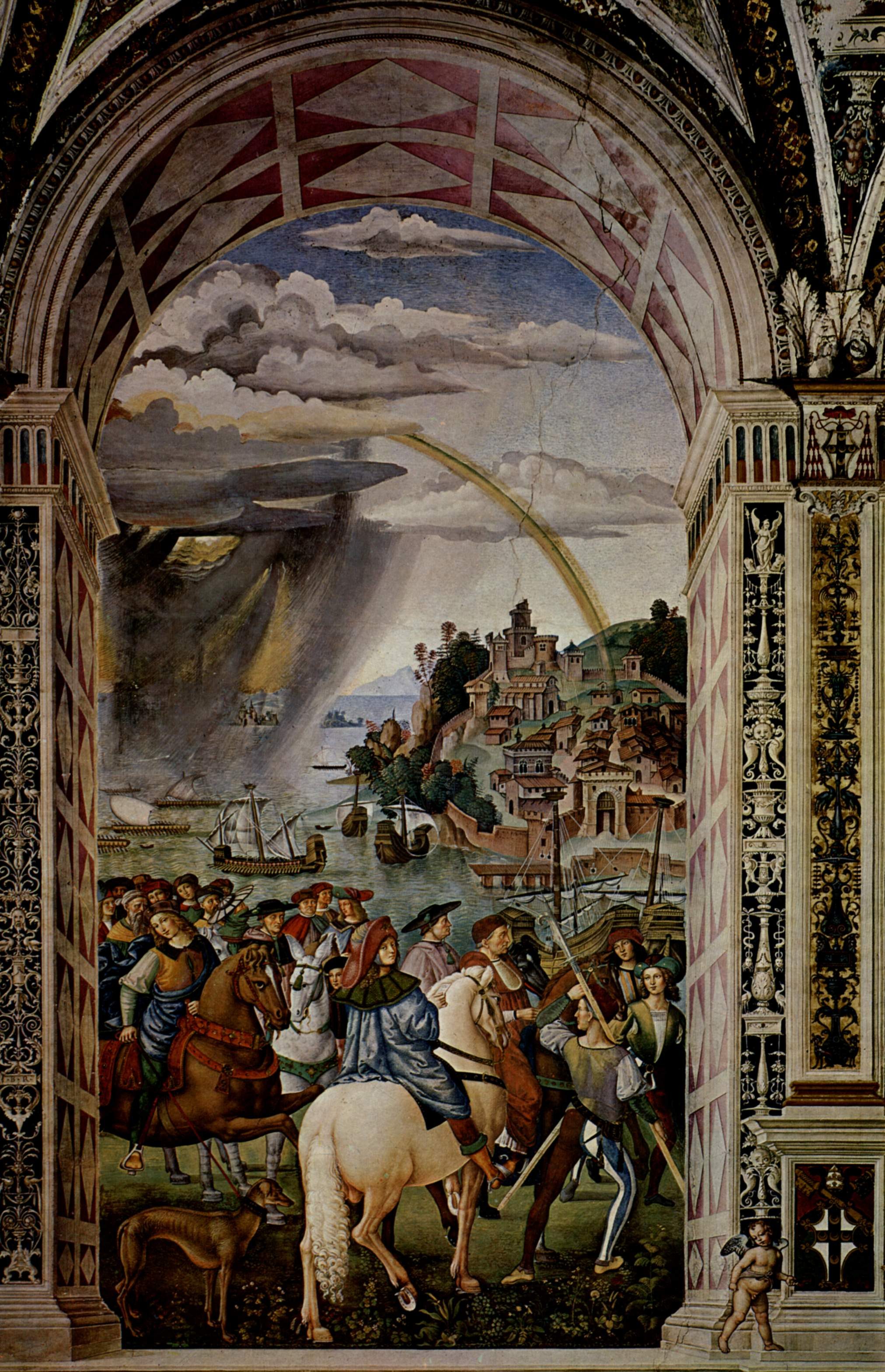
シエナのピッコローミニ家図書室のフレスコ画『議会に出発するアエネアス・シルウィウス・ピッコローミニ』

ピントゥリッキオ（ピントゥリッキオ、Pinturicchio）またはピントリッキオ（Pintoricchio）ことベルナルディーノ・ディ・ベット（Bernardino di Betto, 1454年 - 1513年）は、ルネサンス期のイタリアの画家。

## 生涯
ピントゥリッキオはベネデットもしくはベット・ディ・ブラージョの子供としてペルージャに生まれた。おそらくベネデット・ボンフィリ（Benedetto Bonfigli）やフィオレンツォ・ディ・ロレンツォ（Fiorenzo di Lorenzo）といったあまり有名ではないペルージャの画家たちの下で修行を積んだものと思われる。ジョルジョ・ヴァザーリによると、ピントゥリッキオはペルジーノの助手をしていたという。
ルネサンスのペルージャ派の作品はどれもよく似ていて、ペルジーノ、ピントゥリッキオ、ロ・スパーニャ（Lo Spagna）、それに若い頃のラファエロの作品は、別の画家の作品と間違われることが多い。巨大なフレスコ画を制作する時には、師匠の描いたスケッチを実物大の下絵に拡大する時、壁に下絵を写す時、あるいは背景や装飾品を描く時、弟子や助手が重要な役割を果たしていた。

## 作品

### サンタ・マリア・デル・ポポロ教会

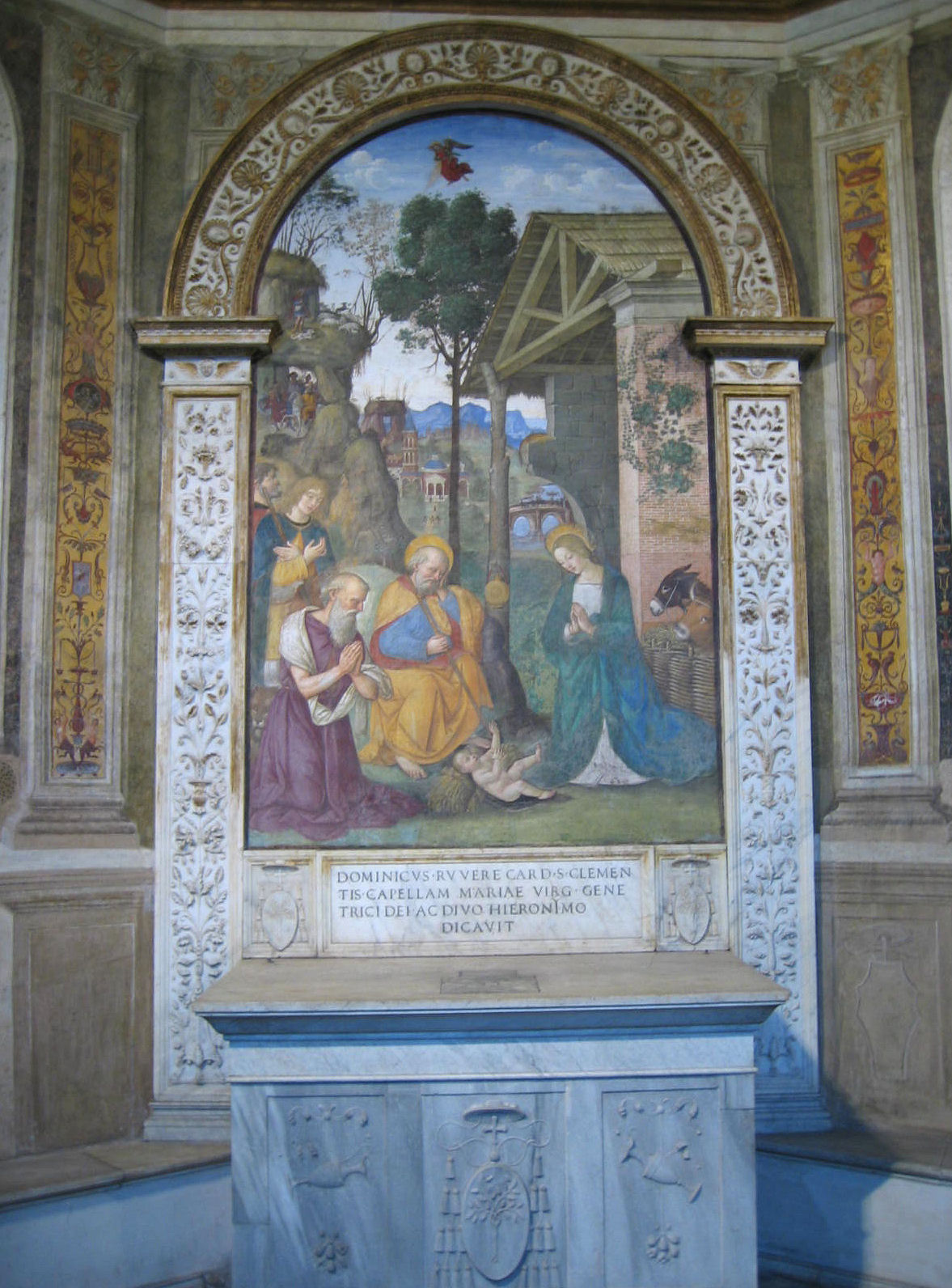
『キリスト降誕』サンタ・マリア・デル・ポポロ教会デッラ・ローヴェレ礼拝堂

システィーナ礼拝堂でペルジーノのフレスコ画制作の助手を務めた後、ピントゥリッキオはデッラ・ローヴェレ家の複数の人々他に雇われて、1484年から1492年の間に一度仕事をしたことがある、ローマのサンタ・マリア・デル・ポポロ教会（Santa Maria del Popolo）の礼拝堂の装飾を手掛けた。
最初に完成させたのは、ドメニコ・デッラ・ローヴェレ枢機卿が建てた西から1番目の礼拝堂の南面の祭壇画で、羊飼いたちの崇拝を描いた。先頭で跪いている羊飼いは、枢機卿本人の肖像画でもある。丸天井の下のルネット（リュネット、lunette）には、聖ヒエロニムスの生涯からいくつかの場面を描いた。
インノセンツォ・シーボ枢機卿（Innocenzo Cybo）が建てた2番目の礼拝堂に描いたフレスコ画は、1700年にアルデラーノ・シーボ枢機卿が建て直した際に壊されてしまった。
南側にある3番目の礼拝堂は、ローマ教皇シクストゥス4世の甥で、後に教皇ユリウス2世になるジュリアーノ・デッラ・ローヴェレの兄弟であるソラ公爵ジョヴァンニ・デッラ・ローヴェレのものである。ここには、4人の聖者たちと玉座の聖母を描いた美しい祭壇画と、西面には「聖母被昇天」の堂々たるフレスコ画を制作した。丸天井とルネットは上品なアラベスクの縁取りと聖母の生涯を描いた絵で装飾し、さらに台胴には、聖者たちの生涯を描いたモノクロームの絵と、預言者たちのメダイヨン、さらにルカ・シニョレッリの影響が辿れるかも知れない、優雅で力強く描写された等身大の女性像を描いた。
4番目の礼拝堂には、丸天井のルネットに四大ラテン教父を描いた。そのほとんどは湿気で相当に傷んでしまったが、復旧されて、現在の状態は悪くない。ピントゥリッキオがこの教会で最後に作ったのは、後方の聖歌隊席の丸天井のフレスコ画に贅沢なデザインの装飾品で、熟練した技術で、回りの景観と合うように配置されたラインを持っている。中央の八辺形のパネルには「聖母戴冠」の絵を描き、その回りには、4人の福音記者のメダイヨンを配し、その間のスペースは4人の巫女の横臥像で埋めた。ペンデンティブには、四大教父の絵が1人ずつ、天蓋付き壁龕の上に描かれ、それらの絵を分ける帯には金地の上に複雑なアラベスクを施した。全体を太く効果的な筆で描いたのは、かなり距離のある下から見た場合（当然そうなるのだが）美しく見えるように配慮したからである。4つの部分から成るシンプルな丸天井の装飾はこれ以上のものはないくらい美しい。
ピントゥリッキオはこの時ローマで、サンタ・マリア・イン・アラチェーリ教会（Santa Maria in Aracoeli）のフレスコ画も制作している。
1492年には、オルヴィエートに招かれて、オルヴィエート大聖堂（Orvieto Cathedral）に2人の予言者と2人の博士の絵を描いた。

### ボルジアの間
翌1493年、ピントゥリッキオはローマに戻り、教皇アレクサンデル6世（ボルジア家出身）に雇われて、アレクサンデル6世が建てたばかりのバチカン宮殿の6つの部屋の装飾を手掛けることになった。『ボルジアの間』と呼ばれるこの部屋は、現在バチカン図書館の一部となっていて、そのうち5つの部屋にはピントゥリッキオが熟練の腕で装飾した連作のフレスコ画が今でも残っている。
壁の上部と丸天井は、絵だけでなく、レリーフの中に精巧な化粧漆喰細工が施され、その装飾デザインは壁画装飾の良い手本である。各部屋のピントゥリッキオの仕事は次の通りである。
- 受胎告知、キリスト降誕、東方三博士、キリスト復活
- 聖カタリナ、聖アントニウスといった聖者たちの生涯からの場面
- 音楽、算術とそれに類するものの寓意画
- 豪華なアラベスクを施した半分の長さの4つの画
- 惑星、各月の仕事、その他の寓意画

なお、6番目の部屋はペリーノ・デル・ヴァーガ（Perino del Vaga）によって描き直された。
ピントゥリッキオはこの仕事を弟子たちの助けを借りて、1492年から1498年まで中断なしに完成させた。

### サンタ・マリア・イン・アラチェーリ教会

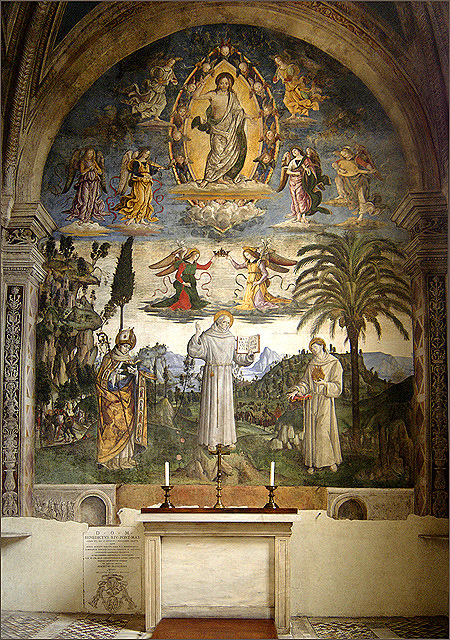
サンタ・マリア・イン・アラチェーリ教会ファリーニ礼拝堂の聖ベルナルディーノのフレスコ画

おそらく1497年から1500年にかけて、ピントゥリッキオはローマ、サンタ・マリア・イン・アラチェーリ教会の南西にあるブファリーニ礼拝堂のフレスコ画を制作し、これは現在も元の場所に残っている。デザイン・着想とも素晴らしく、細心の注意と細やかさで仕上げられたものである。祭壇の壁の上には、シエナの聖ベルナルディーノに冠を戴かせる天使たちと2人の聖者の絵と、その上部に音楽を奏でる天使たちに囲まれたマンドルラ（光背）を背にしたキリスト像を、左壁の巨大なフレスコ画には聖ベルナルディーノの死体によって成された奇跡を色彩豊かに、またてっぺんには依頼人であるブファリーニ家の人々の肖像画をそれぞれ描いた。胸に子供を抱いた女性を中心に配した3人の女性像はラファエルの優雅さを思い起こさせる。聖者の死体を取り巻く主だった人々の構成はジョットがフィレンツェのサンタ・クローチェ聖堂の棺架に描いた聖フランチェスコ像から想起されたものに違いない。丸天井の4人の福音記者たちの気品ある絵は一般にルカ・シニョレッリのものと言われるが、それ以外のフレスコ画はすべてピントゥリッキオの作であることは確かである。

### その他
サンタ・チェチリア・イン・トラステヴェレ教会（Santa Cecilia in Trastevere）聖具室の丸天井には、福音記者に囲まれた全能の神を描いた。1496年にはオルヴィエートを訪れ、ドォーモの聖歌隊席に2人のラテン教父の絵を描いた。しかし、オルヴィエートの他の作品同様、ほとんどが破壊されている。この時の報酬は50ダカット金貨だった。ウンブリアでは、スペッロのサンタ・マリア・マッジョーレ教会バリオーニ礼拝堂が傑作である。
ペルージャのサンタ・マリア・デ・フォッシ教会の祭壇画（現在は絵画ギャラリーに移されている）は1496年から1498年にかけて制作されたもので、玉座の聖母と聖者たちが優雅な表現で細密に描かれている。背障（レターブル）の翼には、聖アウグスティヌスと聖ヒエロニムスの立像が描かれている。。
マチェラータのサン・セヴェリーノの聖堂にある、跪く寄進者たちを見下ろす玉座の聖母を描いた祭壇画は、ディテールの細かい点が似ていて、おそらく同じ頃に描かれたものと思われる。側にいる天使たちは、顔と表情の美しさにおいて、ロレンツォ・ディ・クレディやレオナルド・ダ・ヴィンチを思い出させる。
バチカンの絵画ギャラリーには、ピントゥリッキオの巨大な聖母戴冠のパネル絵（下の方に使徒たちと他の聖者たちが描かれている）がある。跪く聖者たちの顔は何人かの肖像画であることがわかる。キリストの足下で、王冠を受け取るため跪く聖母は大変優しく美しい姿をしていて、下の方の集団は見事な構図で、配置も優雅である。
1504年に、ピントゥリッキオはシエナ大聖堂のためにモザイクの床のパネル画をデザインした。『フォルトゥナの物語または徳の丘』で、完成は1506年で、パオロ・マンヌッチによってである。パネルの一番上には、ソクラテスに勝利のシュロの枝葉を手渡す「知識」が描かれている。
ピントゥリッキオの作品は他に、アシュモレアン博物館（オックスフォード大学）、アンブロジアーナ図書館（ミラノ）、クリーブランド美術館、コートールド・ギャラリー（ロンドン）、デンバー美術館、フィッツウィリアム美術館（ケンブリッジ大学）、ホノルル美術館、ルーヴル美術館、ボストン美術館、ナショナル・ギャラリー (ロンドン)、ルスポリ宮（ローマ）、フィラデルフィア美術館、プリンストン大学美術館、バチカン美術館にある。

## 再発見された作品
- 聖母子像 - 51.4 x 40.6。テンペラ、木のパネルに金。ザクセン王の元コレクションの中にあった。再発見は2006年、ルクセンブルク、Alicem instituteのAlain BéjardおよびDimitri Joannidès教授。

## その他
イタリア出身のサッカー選手・アレッサンドロ・デル・ピエロはその美しくも繊細で芸術的なプレーから、しばしばピントゥリッキオに例えられ賞賛されている。